# Mobilité militaire
Le concept de Mobilité militaire, plus souvent connu sous l'expression de « Schengen militaire », est apparu en Europe avec l'invasion de la Crimée par la Russie en 2014. Vu comme une nécessité sur le plan opérationnel militaire, la création d'un plan de mobilité militaire par l'Union européenne n'est restée qu'un vœu pieux jusqu'à ce jour.

## Contexte
Le concept de « Schengen militaire » est né dans le milieu des années 2010. Il s'est inscrit comme une nécessité face aux velléités russes de relancer les tensions en Europe. Préalablement identifié dans les milieux militaires à l'aide d'un rapport rédigé en 2017, l'idée s'est répandue parmi les responsables européens qu'un conflit pouvait survenir avec la Russie. Selon ce rapport militaire, les capacités de mobilité militaire se sont amenuisées depuis l'agrandissement de l'OTAN vers l'est. En mars 2018 la Commission européenne présente un plan pour créer cet espace au sein de l'Union européenne,.

## Objectifs
Cette idée d'améliorer la mobilité militaire à travers l'Europe est née d'un constat de terrain, identifié dans le rapport militaire de 2017 au sein de l'OTAN.
1. Les infrastructures des anciens pays du Pacte de Varsovie sont différentes des normes en vigueur dans les pays occidentaux (robustesse des ponts, hauteur des tunnels ne suivent pas les normes occidentales).
2. L'absence de points d'approvisionnement et la déficience des réseaux ferroviaires pour faire circuler le matériel militaire constituent un point d'achoppement pour la mobilité militaire en Europe.
3. Les contraintes administratives en vigueur dans les différents pays paralysent la circulation des troupes et du matériel militaire[2].

Fort de ce constat, le général Ben Hodges (en), commandant de l'US Army en Europe, plaide pour la création d'un plan Mobilité militaire à l'image de l'espace Schengen. Dans la foulée, l'OTAN crée le JSEC (en) (« Commandement interarmées du soutien et de la facilitation » ou « Joint Support and Enabling Command » en anglais).

## Plan sur la mobilité militaire
En 2018 un plan pluriannuel 2021-2027 est esquissé, doté d'une enveloppe originelle de 6,5 milliards d'euros. Cette enveloppe est dans un premier temps ramenée à 2,5 milliards d'euros, puis encore ramenée à 1,5 milliard d'euros,. Il s'agit d'un projet qui s'inscrit dans le  cadre européen de la Coopération structurée permanente (CSP) et dont les Pays-Bas assurent la direction. Les États-Unis, la Norvège et le Canada sont intégrés au projet en 2021.
Un « plan d'action pour la mobilité 2.0 » est rédigé par la Commission Européenne en novembre 2022.
En 2023, le commandant du JSEC, le général allemand Alexander Sollfrank (en) déplore que le plan Mobilité militaire ne se soit pas plus concrétisé sur le terrain. Responsable de la logistique de l'OTAN en Europe, Alexander Sollfrank est d'autant mieux placé pour connaitre les avantages d'un tel plan qu'il expérimente chaque jour des problèmes de logistique au sein de l'alliance.
Un premier pas a été franchi le 31 janvier 2024 entre les Pays-Bas, l'Allemagne et la Pologne pour la création d'un corridor militaire. Destiné à faciliter la mobilité des troupes entre l'ouest et l'est de l'Europe, cet événement a été vu d'un mauvais œil par la Russie. Dmitri Peskov, porte-parole du gouvernement russe, a précisé à cet égard « Je voudrais souligner une fois de plus que c’est l’Otan qui se déplace constamment, avec son infrastructure, vers notre frontière. Cela ne peut que nous inquiéter. Et cela ne peut que conduire à des mesures de rétorsion pour assurer notre sécurité ».

## Participants

Membres de la Mobilité militaire du PESCO
Coordinateur
Participant
Observateur
Autre membre du PESCO

Depuis le lancement de la PESCO en décembre 2017, le projet de mobilité militaire est le seul projet à compter presque tous les États de la PESCO parmi les participants (seule la France est absente, se contentant initialement d'observer). Le projet « Mobilité militaire » est dirigé par les Pays-Bas,.
Depuis novembre 2020, les pays tiers peuvent participer à la PESCO. Le Canada, la Norvège et les États-Unis ont postulé pour participer au projet visant à améliorer la mobilité militaire en Europe. En mai 2021, l'Union européenne a autorisé les trois pays à participer au projet de mobilité militaire. Le Royaume-Uni a demandé à rejoindre le projet en juillet 2022 et l'Union européenne lui a accordé l'autorisation de participer en novembre 2022,,.
La Turquie a également demandé à rejoindre le projet. L'Autriche s'est néanmoins opposée à la candidature turque, le ministre autrichien de la Défense arguant que la Turquie « ne remplit pas les conditions d'admission pour les pays tiers ». En juin 2022, la Finlande et la Suède ont signé un accord trilatéral avec la Turquie lors du sommet de Madrid de 2022, selon lequel les deux pays soutiendraient l'inclusion de la Turquie dans la mobilité militaire dans le cadre d'un accord plus large qui permettrait à la Finlande et à la Suède de rejoindre l'OTAN,,.

### Traduction
- (en) Cet article est partiellement ou en totalité issu de l’article de Wikipédia en anglais intitulé « Military Mobility » (voir la liste des auteurs).